# Списък на политическите партии в Молдова
Молдова има многопартийна система.

## Парламентарно представени партии
| Партия/коалиция                            | Места в парламента (2014) | Идеология               |
| ------------------------------------------ | ------------------------- | ----------------------- |
| Партия на социалистите в Република Молдова | 25                        | Демократичен социализъм |
| Либерално-демократическа партия на Молдова | 23                        | Консерватизъм           |
| Партия на комунистите в Република Молдова  | 21                        | Комунизъм               |
| Демократическа партия на Молдова           | 19                        | Социалдемокрация        |
| Либерална партия                           | 13                        | Либерализъм             |

## Извънпарламентарни партии
- Европейска партия
- Обществено-политическо движение „Равноправие“
- Партия на регионите на Молдова
- Републиканска партия на Молдова